# Victorin Lurel
Victorin Lurel (Vieux-Habitants, Guadalupe; 20 de agosto de 1951) es un político francés. Es miembro de la sección guadalupense del Partido Socialista Francés. En 1989 fue elegido alcalde de su ciudad natal y en 1992 accedió al Consejo Regional de Guadalupe, del que en 1998 fue nombrado vicepresidente. En 2001 volvió a ser elegido alcalde de Vieux-Habitants y en las elecciones legislativas francesas de 2002 consiguió el acta de diputado. Se opuso al nuevo estatuo para Guadalupe que fue propuesto en 2003 y que terminó siendo rechazado en referéndum el 7 de diciembre
En las elecciones regionales de 2004 fue elegido presidente del Consejo Regional de Guadalupe, sustituyendo a Lucette Michaux-Chevry, y en 2005 dimitió como alcalde de Vieux-Habitants para no acumular cargos. En las elecciones legislativas de 2007 renovó su acta de diputado. Para las elecciones presidenciales del mismo año apoyó a la candidata socialista Ségolène Royal.